# Малая Озёрная
Малая Озёрная — река в России, протекает по территории восточной части Очёрского района Пермского края. Устье реки находится в 60 км по левому берегу реки Очёр (пруд Павловский) у посёлка Павловский. Длина реки составляет 14 км. В 3,1 км от устья принимает слева реку Большая Озёрная, также в нижнем течении в Малую Озёрную справа впадает протока из озера Торсуновское.

## Данные водного реестра
По данным государственного водного реестра России относится к Камскому бассейновому округу, водохозяйственный участок реки — Кама от Камского гидроузла до Воткинского гидроузла, речной подбассейн реки — бассейны притоков Камы до впадения Белой. Речной бассейн реки — Кама.
Код объекта в государственном водном реестре — 10010101012111100014448.